# آخرین بازمانده از ما
آخرین بازمانده از ما (انگلیسی: The Last of Us) یک بازی ویدئویی اکشن-ماجراجویی است که توسط ناتی داگ توسعه یافته و به‌وسیلهٔ سونی کامپیوتر انترتینمنت در سال ۲۰۱۳ عرضه شد. داستان بازی در سراسر ایالات متحده پس از پسارستاخیزی رخ می‌دهد و بازیکن باید جوئل، که وظیفه اسکورت دختر نوجوان، الی، را بر عهده دارد را کنترل کند. آخرین بازمانده از ما از دید سوم شخص بازی می‌شود. بازیکنان از اسلحه گرم و سلاح‌های بداهه استفاده می‌کنند و می‌توانند از مخفی‌کاری برای دفاع در برابر انسان‌های خصمانه و موجودات همنوع‌خوار آلوده به عفونت قارچی جهش یافته در ژن سرچماقی‌ها استفاده کنند.
این بازی به‌طور رسمی در ۱۰ دسامبر ۲۰۱۱ در همایش جوایز بازی ویدئویی اسپایک معرفی شد. در نمایشگاه ای۳ ۲۰۱۲، آخرین بازمانده از ما توانست ۵ جایزه از جمله بهترین نمایش، بهترین بازی، بهترین بازی کنسولی، بهترین اکشن ماجراجویی و بهترین صدا را از آن خود کند. به عنوان یکی از بهترین بازی‌های ویدئویی نسل هفتم کنسول‌های بازی، آخرین بازمانده از ما توانست بیش از ۲۵۰ جایزه برترین بازی سال را دریافت کند و یکی از موفق‌ترین بازی‌های تاریخ در این زمینه محسوب می‌شود و بدین سبب یکی از برترین بازی‌های ویدئویی تمام دوران‌ها در نظر گرفته می‌شود. آخرین بازمانده از ما پس از اتومبیل‌دزدی بزرگ ۵، عنوان دومین بازی پرفروش سال ۲۰۱۳ را از آن خود کرد و تا اوت ۲۰۱۴ توانسته بیش از ۸ میلیون نسخه در سراسر جهان به فروش برساند.
نسخهٔ جدید و بروز شده از لحاظ گرافیکی این بازی به نام آخرین بازمانده از ما بازسازی شده (به انگلیسی: The Last Of Us Remastered) نیز برای پلی‌استیشن ۴ در ژوئیه ۲۰۱۴ منتشر شده‌است. این نسخه همچنین دارای محتوای قابل دانلود شامل مرحله‌ای به نام رها شده می‌باشد که در ۱۴ فوریه ۲۰۱۴ عرضه گردید. دنبالهٔ این بازی با عنوان آخرین بازمانده از ما قسمت ۲ در دسامبر ۲۰۱۶ رونمایی شد و در تاریخ ۱۹ ژوئن ۲۰۲۰ به صورت انحصاری برای کنسول پلی‌استیشن ۴ منتشر شد.

## روند بازی
آخرین بازمانده از ما یک بازی اکشن ماجراجویی و ترس و بقا با دوربین سوم شخص است. بازیکن کنترل شخصیت جوئل را به‌دست می‌گیرد، درحالی که دختری به نام الی همراه شماست و توسط هوش مصنوعی هدایت می‌شود.
روند بازی به صورت مرحله‌ای می‌باشد به این گونه که بازی از مرحله اول شروع می‌شود و بازیکن در ابتدای هر مرحله در مبدأ مسیری قرار دارد و باید به سمت مقصد حرکت کند و در مسیر هرگاه با دشمنان خود روبرو شد باید با آن‌ها درگیر شود و شکستشان دهد و اگر الی توسط دشمنان به خطر افتاد بازیکن باید الی را نجات دهد و از او محافظت کند، در نتیجه پس از رسیدن به مقصد بازیکن آن مرحله را تمام کرده و وارد مرحله بعدی می‌شود.
سلاح‌ها در این بازی توسط بازیکن جمع‌آوری می‌شود، یعنی بازیکن برای برداشتن سلاح جدید مجبور به رها کردن سلاحی که در دست دارد نیست.
هر سلاح در جای خاصی قرار داده شده و بازیکن اگر نتواند آن سلاح را پیدا کند آن سلاح را از دست داده‌است.
بازیکنان همچنین می‌توانند مواردی مانند الکل، پارچه، ماده منفجره و… را در محیط بازی پیدا کرده و پس از رساندن این ماده‌ها به حد نصاب آیتم‌هایی مانند کیت سلامت، کوکتل مولوتوف، بمب دودزا و… را کرفت کنند.
کرفت کردن هر آیتم در ابتدا قفل می‌باشد تا زمانی که بازیکن نتواند آن آیتم را در محیط بازی پیدا کند کرفت کردن آن آیتم نیز باز می شود.

## داستان
مقالهٔ اصلی: فهرست شخصیت‌های آخرین بازمانده از ما
در سال ۲۰۱۳، شیوع نوعی قارچ جهش‌یافته سرچماقی از طریق گاز گرفتن و هاگ‌های هوابرد در سراسر ایالات متحده گسترش می‌یابد و میزبانان انسانی خود را به موجوداتی تهاجمی زامبی تبدیل می‌کند. در حومه آستین، ایالت تگزاس، «جوئل» (با صداپیشگی تروی بیکر) به همراه برادرش «تامی» (جفری پیرس) و دخترش «سارا» (هانا هیز) از این آشوب می‌گریزند. هنگام فرار، سارا توسط یک سرباز هدف گلوله قرار می‌گیرد و در آغوش جوئل جان می‌دهد.
بیست سال بعد، تمدن به واسطه این عفونت نابود شده است. جوئل در منطقه قرنطینه‌ای در بوستون، ماساچوست، به عنوان یک قاچاقچی همراه با شریکش «تس» (آنی ورشینگ) کار می‌کند. آن‌ها به دنبال «رابرت» (رابین اتکین داونز)، یک فروشنده بازار سیاه، می‌گردند تا محموله اسلحه‌ای را که او با گروه شورشی «فایرفلای‌ها» معامله کرده بود، پس بگیرند. رهبر فایرفلای‌ها، «مارلین» (مارلی دندریج)، به آن‌ها وعده می‌دهد در ازای قاچاق یک دختر چهارده ساله به نام «الی» (اشلی جانسون) به مخفیگاه فایرفلای‌ها در ساختمان ایالتی ماساچوست، پاداش دو برابری دریافت کنند.
جوئل و تس متوجه می‌شوند که الی آلوده شده است؛ اما او ادعا می‌کند که در برابر عفونت ایمن است و شاید بتواند به ساخت درمان کمک کند. وقتی به ساختمان ایالتی می‌رسند، می‌بینند که همه اعضای فایرفلایز کشته شده‌اند و تس فاش می‌کند که خودش هم آلوده شده است. تس با باور به اهمیت الی، جان خود را فدا می‌کند تا جوئل و الی از دست سربازان تعقیب‌کننده فرار کنند. پس از آن، جوئل تصمیم می‌گیرد به دنبال تامی، برادرش که زمانی عضو فایرفلایز بوده، برود به امید اینکه او بتواند آن‌ها را به سایر اعضای گروه برساند.

## سازندگان

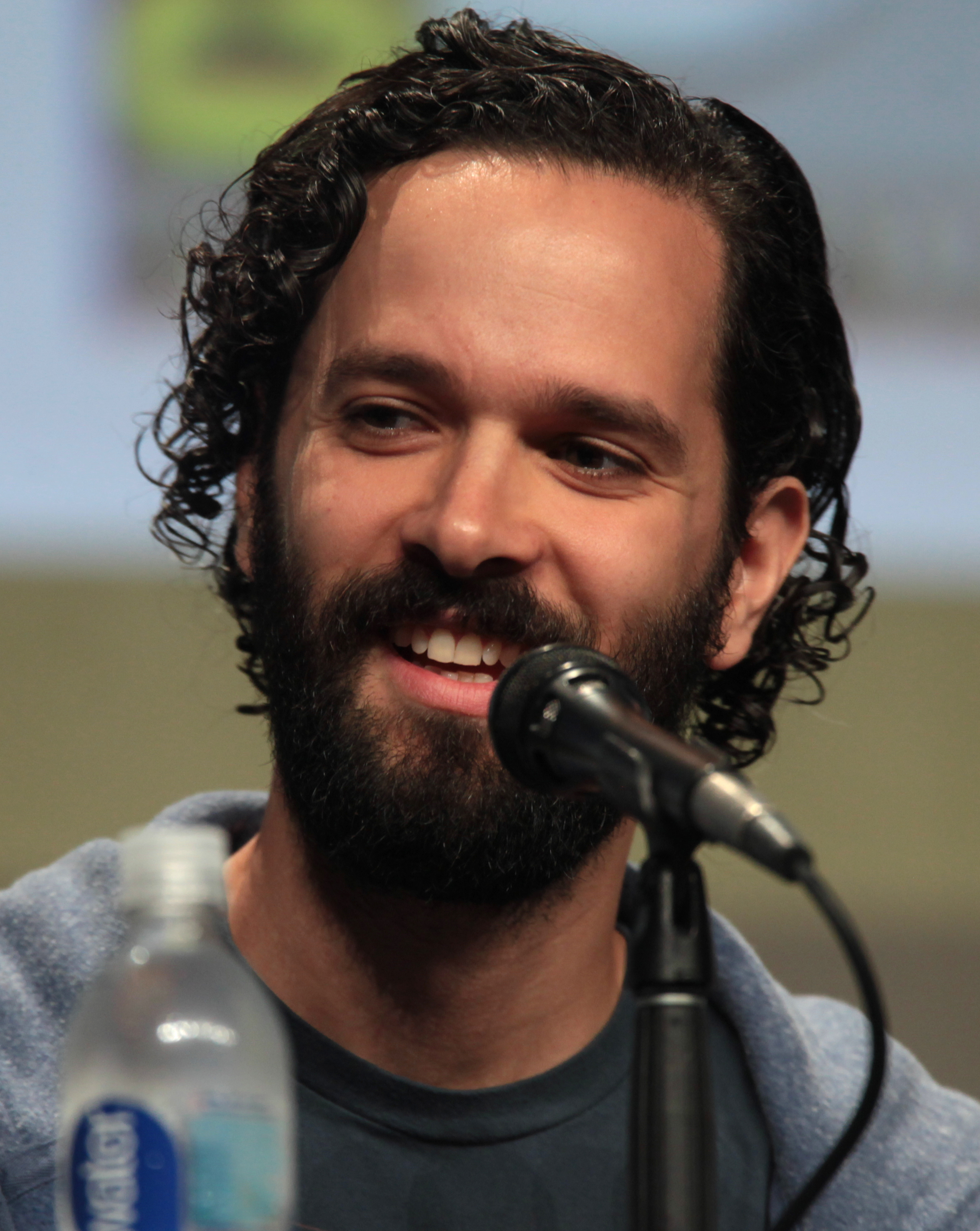
کارگردان هنری: نیل دراکمن

ناتی داگ ساخت بازی آخرین بازمانده از ما را در سال ۲۰۰۹ و در حین انتشار بازی آنچارتد ۲: درمیان دزدان آغاز کرد. برای اولین بار در تاریخ این شرکت، ناتی داگ به دو تیم تقسیم شد: در حالی که یک تیم مشغول ساختن آنچارتد ۳: فریب دریک و دیگری در حال کار بر روی بازی آخرین بازمانده از ما بود. کارگردان بروس استرالی و کارگردان هنری نیل دراکمن، رهبری تیم سازنده این بازی را برعهده گرفتند.
ارتباط بین جوئل و الی تمرکز اصلی بازی بود. تروی بیکر و اشلی جانسون به ترتیب صداپیشگی جوئل و الی را برعهده داشتند. بیکر و جانسون در توسعه بازی همکاری داشتند ٫برای مثال بیکر نیل دراکمن را متقاعد کرد که جوئل به تنهایی تس اهمیت می‌دهد و جانسون نیل دراکمن را متقاعد کرد که الی باید قوی‌تر و تدافعی‌تر باشد.

## بسته‌های الحاقی و دنباله‌ها

### محتوای اضافی
آخرین بازمانده از ما: جا مانده (به انگلیسی: The Last of Us: Left Behind) یک بخش داستانی کوتاه را دربارهٔ شخصیت الی قبل از آشنا شدنش با جوئل و چگونگی در معرض ویروس قرار گرفتنش را روایت می‌کند. این محتوا در تاریخ ۱۴ فوریه ۲۰۱۴ به عنوان یک محتوای قابل دانلود و در تاریخ ۱۲ مه ۲۰۱۵ به عنوان یک بسته تکمیلی انتشار یافت.

### نسخه‌های دیگر
آخرین بازمانده از ما ریمسترد (به انگلیسی: The Last of Us: Remastered)
در تاریخ ۹ آوریل ۲۰۱۴، سونی اینتراکتیو انترتینمنت از بازی آخرین بازمانده از ما ریمسترد خبر داد که یک نسخه بهبود یافته از نظر گرافیکی برای کنسول پلی‌استیشن ۴ بود. این نسخه در تاریخ ۲۹ ژوئیه ۲۰۱۴ در آمریکای شمالی منتشر شد. در این نسخه علاوه بر بازی اصلی، بسته جامانده نیز در بازی به صورت رایگان افزوده شد.

### دنباله
آخرین بازمانده از ما قسمت ۲ (به انگلیسی: The Last of Us: Part II) یک بازی ویدئویی که منتشر شده‌است و دنباله‌ای بر قسمت اول می‌باشد و داستان را ۴ سال بعد از اتفاقات قسمت اول روایت می‌کند.

## نسخهٔ بازخلق‌شده
در طی رویداد سامر گیم فست (Summer Game Fest)، از نسخهٔ بازخلق‌شده این بازی تحت عنوان آخرین بازمانده از ما قسمت ۱ رونمایی شد، نسخهٔ بازخلق شده دارای گرافیک، گیم پلی و بهبود نور پردازی است و در ۲ سپتامبر ۲۰۲۲ (۱۱ شهریور ۱۴۰۱) منتشر شده‌است.

## اقتباس تلویزیونی
یک مجموعه تلویزیونی به همین نام توسط شرکت اچ‌بی‌او با الهام از این بازی توسط کریگ مازن و نیل دراکمن ساخته شده که فصل اول آن از ژانویه تا مارس ۲۰۲۳، در ۹ قسمت پخش شد. نقش جوئل را در سریال پدرو پاسکال و الی را بلا رمزی بازی کرد.

## بازتاب‌ها
| گردآورنده  | امتیاز |
| ---------- | ------ |
| گیم‌رنکینگز | ۹۵٫۰۹٪ |
| متاکریتیک  | ۹۵/۱۰۰ |

| ناشر         | امتیاز    |
| ------------ | --------- |
| اج           | ۱۰/۱۰     |
| یوروگیمر     | ۱۰/۱۰     |
| فامیتسو      | ۳۸/۴۰     |
| گیم اینفورمر | ۹٫۵/۱۰    |
| گیم‌پرو       | 5/5 ستاره |
| گیم رولیشن   | [ ۸ ]     |
| گیم‌اسپات     | ۸/۱۰      |
| گیم‌تریلرز    | ۹٫۸/۱۰    |
| آی‌جی‌ان       | ۱۰/۱۰     |

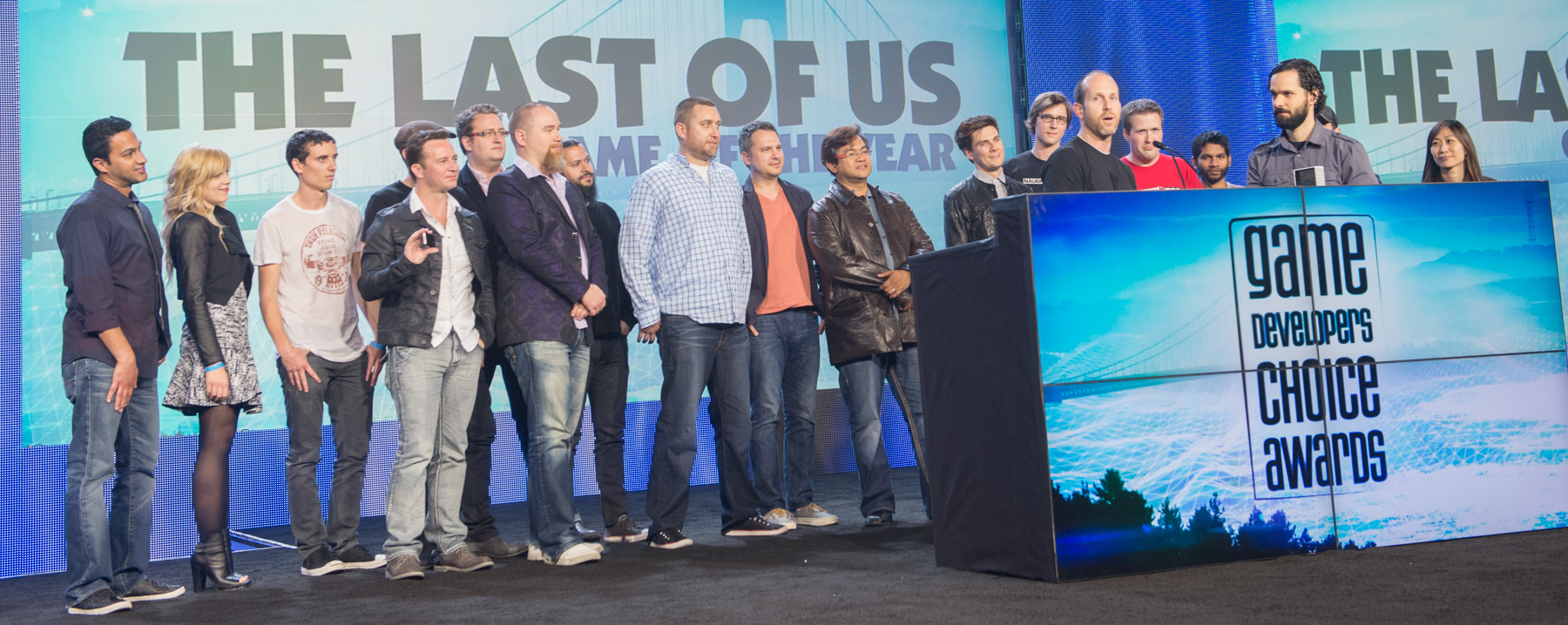
تیم توسعه دهنده آخرین از ما در حال دریافت جایزه بهترین بازی سال در مراسم انتخاب توسعه‌دهندگان بازی در سال ۲۰۱۴

آخرین بازمانده از ما بسیار مورد تحسین منتقدان و وبگاه‌های نقد بازی قرار گرفت و توانست بیش از ۵۰ نمره کامل را از آن‌ها دریافت کند و با میانگین امتیاز ۹۵٫۰۹ و ۹۵ از ۱۰۰ به ترتیب در وبگاه‌های گیم‌رنکینگز و متاکریتیک قرار دارد.
این بازی در ایالت انگلستان به مدت شش هفته در شماره یک جدول پر فروش‌ها قرار داشت. آخرین بازمانده از ما در هفته اول فروش توانست ۱٫۳ میلیون نسخه، و در هفته سوم ۳٫۴ میلیون نسخه در سرتاسر جهان بفروش برساند، که این فروش آن را به پرفروش‌ترین بازی زمان عرضه در سال ۲۰۱۳ مبدل نمود که بعد از عرضه شدن اتومبیل‌دزدی بزرگ ۵ عنوان پرفروش‌ترین به این بازی سپرده شد. آخرین بازمانده از ما تا ژوئیه ۲۰۱۴ توانسته بیش از ۷ میلیون نسخه در سراسر جهان به فروش برساند. همچنین این بازی با دریافت ۲۵۷ جایزه «بازی سال» یکی از پرافتخارترین بازی های تاریخ است.